# Ben Easter
Pour les articles homonymes, voir Easter (homonymie).
Ben Easter (né Benjamin Easter) est un acteur et photographe américain, né le 1er mai 1979 à Denver (Colorado).

## Filmographie

### Cinéma
- 2001 : Vacances sous les tropiques (Holiday in the Sun) : Jordan Landers
- 2001 : Pearl Harbor : Un marin
- 2006 : Souviens-toi... l'été dernier 3 (I'll Always Know What You Did Last Summer) : Lance
- 2011 : Husk : Johnny

### Télévision
- 2000 : Cora Unashamed (Téléfilm) : Willie Matsoulis
- 2001 : Undressed (Série TV) : Carl
- 2002 : Totalement jumelles (So Little Time) (Série TV) : Lennon Kincaid
- 2003 : Boston Public (Série TV) : Jason Dunphy
- 2004 : Zenon: Z3 (Téléfilm) : Sage